# Víktor Gàvrikov
Víktor Gavrikov (en rus: Виктор Николаевич Гавриков); (Criuleni, 29 de juliol de 1957 - Burgàs, 27 d'abril de 2016) fou un jugador d'escacs lituano-suís, que tenia el títol de Gran Mestre des del 1984. Fou un dels millors jugadors soviètics dels anys 1980, i guanyà el Campionat d'escacs de la Unió Soviètica el 1985.
A la llista d'Elo de la FIDE d'abril de 2016, hi tenia un Elo de 2514 punts, cosa que en feia el jugador número 6 de Lituània. El seu màxim Elo va ser de 2581 punts, a la llista de juliol de 2002 (posició 133 al rànquing mundial).

## Biografia
En Gavrikov va néixer a Criuleni (llavors dins la República Socialista Soviètica de Moldàvia, actualment a la República de Moldàvia, però es va formar a l'RSS de Lituània. Després de la dissolució de l'URSS, va emigrar a Suïssa, país del qual va adoptar la nacionalitat, tot i que no jugà internacionalment sota bandera suïssa, sinó amb la lituana.

## Resultats destacats en competició
El 1978 guanyà, ex aequo amb Gintautas Piešina el Campionat d'escacs de Lituània a Vilnius. A començaments de la dècada dels 1980 va esdevenir un dels millors jugadors soviètics; el 1983 guanyà el Campionat de l'URSS sub-26, i el 1985 aconseguí un gran èxit en guanyar el 52è Campionat d'escacs de la Unió Soviètica celebrat a Riga (empatat amb Mikhaïl Gurevitx i Aleksandr Txernín). El 1986 empatà als llocs 2n-6è al Campionat de l'URSS, a Kíev (el campió fou Vitali Tseixkovski). El 1988 fou segon al Campionat del món de partides ràpides celebrat a Mazatlán (el campió fou Anatoli Kàrpov).
El 1993 empatà al primer lloc al Torneig Internacional de Barcelona (amb Vladímir Tukmakov i Evgeniy Solozhenkin). El 1994 guanyà el fort Torneig Magristral del Festival d'escacs de Biel, a Suïssa (uns anys abans, el 1990, havia guanyat el torneig obert del mateix festival). El 1996 fou Campió de Suïssa a Arosa. El 1999, fou primer al torneig Heart of Finland de Jyväskylä, un títol que repetiria posteriorment el 2000. També el 2000 empatà al primer lloc al Campionat d'escacs de Lituània, amb Viktorija Čmilytė.

## Partides destacades
- Una de les seves partides més conegudes és una derrota contra Kaspàrov: Garri Kaspàrov vs. Víktor Gavrikov, Frunze, 1981 (1-0): Partida a chessgames.com